# Wathay Lőrinc
Felsővattai Wathay Lőrinc magyar nemes és cseszneki várkapitány (1520 – 1573. június 29.) Wathay Ferenc és Vághy Zsuzsanna egyetlen fia.[forrás?].

### Katonasága
Wathay Lőrinc Kassán és Erdélyben katonáskodott, majd Török Bálint fogságba esése után I. Ferdinánd király Csesznek várának kapitányává nevezte ki őt és Szelestey Sebestyént. Wathay Ferenc kódexében található visszaemlékezés szerint, Szelesteynek "nem tetszvén az ott lakás", elkerült Csesznekről és Lőrinc maradt egyedül a várnagyságban.
Wathay megerősítette a várat és növelte a helyőrség létszámát. 1561-ben hajdúival a törökök támadását sikeresen visszaverte. A hősies várvédőt végül elküldték Csesznekről, de utódai nem tudták kellő hatékonysággal ellátni a feladatukat, így 1564-ben másodízben is kinevezték Csesznek élére, ahol haláláig szolgált.
1568-ban a császári haditanács megbízásából Gulio Turco felmérte a dunántúli végvárak jelentős részét. Cseszneket Wathay Lőrinc szolgálata alatt látogatta meg az olasz mérnök. Ekkor készült a várról az első és az utókor számára máig is fennmaradt ábrázolása.

### Halála
Életét egy tragikus baleset oltotta ki, 1573-ban bortól ittasan örömében egy régi puskaporral töltött ágyút akart elsütni, amit a mellette álló pattantyús vonakodott megtenni. Lőrinc kapitány a fáklyát kezéből kikapva, meggyújtotta a kanócot, mire a löveg hatalmas robajjal szétrobbant, megölve mindkettőjüket.
A várnagyot a kisvági szentegyházban temették el.

### Családja
Csaby Klárát (Csaby István egykori egri várkapitány leányát) 1553-ban vette feleségül. Öt gyermekük született: Wathay Pál, Wathay Zsuzsanna, Wathay István, Wathay Ferenc. Legifjabb gyermeke Wathay Ferenc hadvezér (legkisebb fiát is Ferencnek nevezték el), a Wathay Ferenc Énekeskönyve (Wathay-kódex) című mű szerzője.
Négy fia közül három még a húsz éves kort sem érte meg. István és Ferenc még gyermekkorukban elhunytak. Wathay Lőrinc halála után kilenc esztendővel, 1582-ben a tizenkilenc éves Pált, Németújváron betegség ragadta el.